# Dangdut

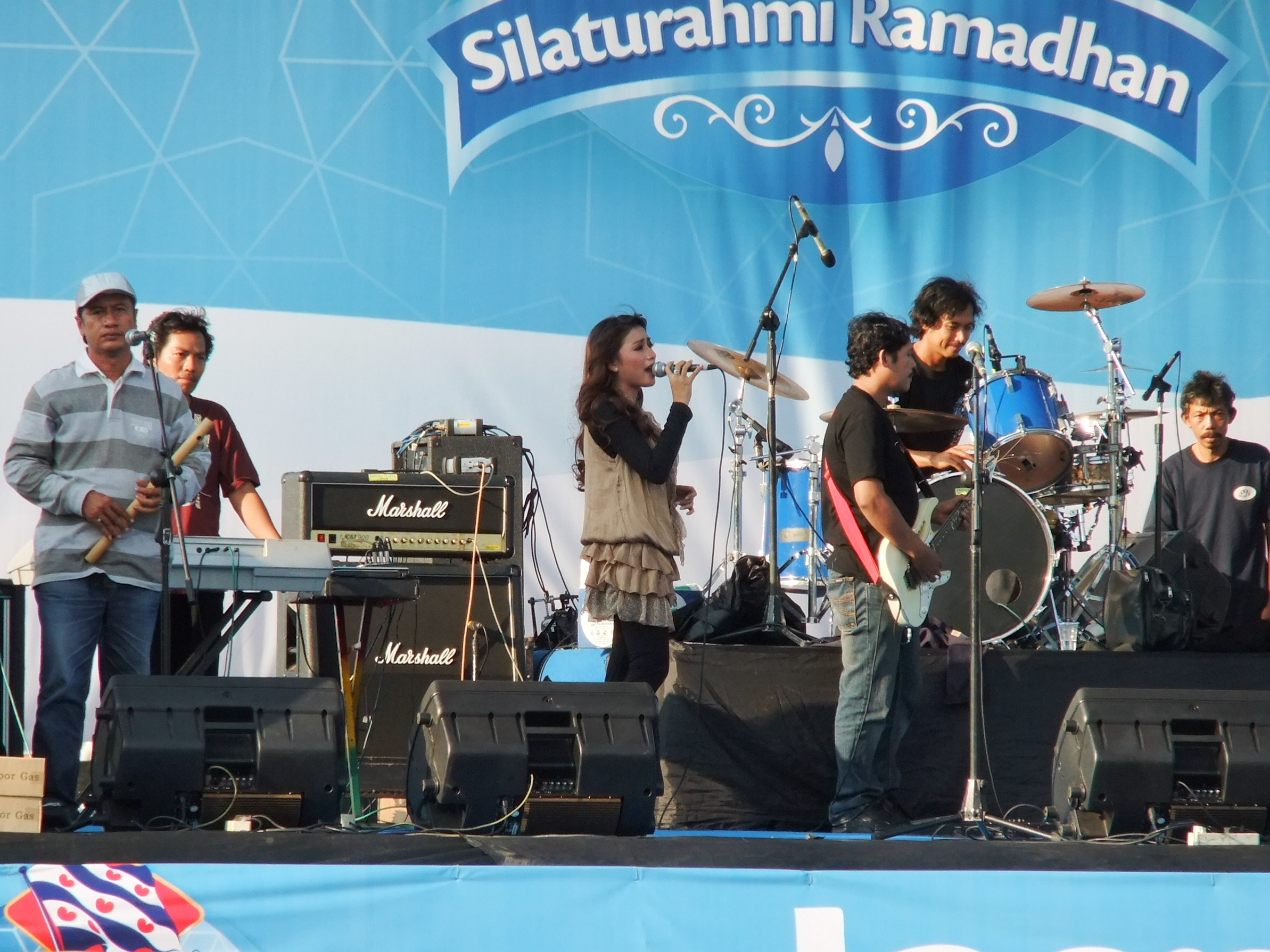
Maya KDI

Dangdut is een Indonesisch popmuziekgenre, ontstaan uit een mix van Indiase filmmuziek, Westerse rock, disco, popmuziek uit het Midden-Oosten en Maleise folkmuziek (orkes Melayu).
Moderne dangdut herbergt ook invloeden van latin, house, hiphop, R&B, en zelfs klassieke muziek.
De naam ‘dangdut’ is een onomatopee, gebaseerd op het geluid (dang-dut dang dang!) van de kendang, een trommel vergelijkbaar met de Indiase tabla. Een dangdut orkest bestaat meestal uit een leadzanger en vier tot acht muzikanten.
Dangdut ontstond eind jaren zestig onder met name lagere en middenklasse Moslimjongeren. Dangdut gaf hun een stem. De liedjes hebben vaak morele thema’s, variërend van ongenoegen over ongelijkheid tot het verlies van iemands maagdelijkheid, huisvestings-issues of snel rijk worden. Sinds eind jaren negentig bereikt de dangdut een breder publiek in Indonesië.
De meest bekende dangdutartiest in 2005 was ongetwijfeld Inul (Daratista) (geboren: Ainur Rokhimah). Sinds haar eerste optreden op de nationale televisie in januari 2003 is haar ster rijzende. Haar uitdagende manier van dansen sprak veel jongeren aan, terwijl moslimfundamentalisten haar concerten wilden verbieden.
Een van de grote roergangers van het genre aan het eind van de jaren zestig en begin van de jaren zeventig is Rhoma Irama, ook wel king of dangdut genoemd.